# Simon Yates
Simon Philip Yates (Bury, 7 de agosto de 1992) é um desportista britânico que compete em ciclismo na modalidade de estrada, tendo iniciado a sua carreira no ciclismo de pista.
É irmão gémeo do também ciclista Adam Yates.
Em estrada o seu melhor resultado tem sido ganhar a classificação geral da Volta a Espanha de 2018. Também tem ganhado três etapas do Giro d'Italia de 2018, duas etapas da Volta a Espanha (2016 e 2018) e outras duas do Tour de France de 2019.
Ganhou uma medalha de ouro no Campeonato Mundial de Ciclismo em Pista de 2013, na prova por pontos.

## Biografia
Destacou em 2013 correndo para a equipa nacional britânica. Junto com o seu irmão gémeo Adam competiu no  Tour de l'Avenir, onde ganhou a quinta etapa. Simon acrescentou outra vitória de etapa ao dia seguinte e terminou décimo na classificação geral. Depois foi seleccionado como parte da equipa britânica para participar na Volta a Grã-Bretanha, onde ganhou a sexta etapa. Yates terminou terceiro na geral e foi o melhor sub-23.
Em 2014 uniu-se à equipa australiana de categoria UCI Pro Team Orica-GreenEDGE. Em 2015 classificou-se em quinta posição na Volta ao País Basco e o Critérium du Dauphiné.
Em 2016 na Paris-Nice ocupou o sétimo lugar da classificação geral. Em abril revelou-se que deu positivo num controle antidopagem realizado durante a Paris-Nice por terbutalina, ao não ter pedido o correspondente TUE (autorização de uso terapêutico) para o seu inhalador de asma. Finalmente recebeu uma sanção por parte da UCI de só quatro meses ao tratar-se de um «erro administrativo». Em agosto desse ano, e depois da sua reaparição, conseguiu uma etapa da Volta a Espanha, além de ser sexto no geral final.
Em 2018 coloca-se como objectivos o Giro d'Italia e a Volta a Espanha. Na prova italiana consegue uma destacada actuação ganhando três etapas e sendo líder da Corsa Rosa. No entanto, perdeu a liderança na antepenúltima etapa por um desfalecimento na ascensão à Cume Coppi, perdendo mais de 45 min com Chris Froome. Ganhou a etapa e a camisola maglia rosa. Finalizou o Giro na 21ª posição a mais de hora e quarto do ganhador. Na Volta a Espanha põe-se como líder da geral na nona etapa e ratifica esta posição ganhando a ascensão a Las Praderas na décima quarta etapa, mantendo-se na primeira posição pelo resto de etapas para conquistar assim a sua primeira Grande Volta, além de conseguir a classificação da combinada.

## Medalheiro internacional
| Campeonato Mundial | Campeonato Mundial    | Campeonato Mundial | Campeonato Mundial |
| Ano                | Lugar                 | Medalha            | Competição         |
| ------------------ | --------------------- | ------------------ | ------------------ |
| 2013               | Minsk ( Bielorrússia) | Medalha de ouro    | Pontuação          |

## Palmarés

### Pista
2013
- Campeonato Mundial Carreira por Pontos

### Estrada
| 2011 - 1 etapa do Tour de l'Avenir 2013 - Campeonato do Reino Unido em Estrada sub-23 - 2 etapas do Tour de l'Avenir - 1 etapa da Volta à Grã-Bretanha 2014 - 3º no Campeonato do Reino Unido em Estrada 2016 - Clássica de Ordizia - 1 etapa da Volta a Espanha 2017 - 1 etapa da Paris-Nice - Grande Prêmio Miguel Indurain - 1 etapa do Volta à Romandia - Classificação dos jovens do Tour de France | 2018 - 1 etapa da Paris-Nice - 1 etapa da Volta à Catalunha - 3 etapas do Giro d'Italia - 1 etapa da Volta à Polónia - Volta a Espanha , mais 1 etapa e classificação da combinada - UCI World Tour 2019 - 1 etapa da Volta a Andaluzia - 1 etapa da Paris-Nice - 2 etapas do Tour de France |

## Resultados nas Grandes Voltas e Campeonatos do Mundo
| Carreira           | 2014 | 2015 | 2016 | 2017 | 2018 | 2019 |
| ------------------ | ---- | ---- | ---- | ---- | ---- | ---- |
| Giro d'Italia      | -    | -    | -    | -    | 21º  | 8º   |
| Tour de France     | Ab.  | 89º  | -    | 7º   | -    | 49º  |
| Volta a Espanha    | -    | -    | 6º   | 44º  | 1º   | -    |
| Mundial em Estrada | Ab.  | -    | -    | -    | Ab.  | -    |

-: não participa

Ab.: abandono